# Фома неверующий (фильм)
«Фома неверующий», «Школа шпионов» (англ. Spy School — в США, Doubting Thomas — в других странах) — американский детский фильм 2008 года.

## Сюжет
Томас (Фома) Миллер — 12-летний мальчик, вечно рассказывающий окружающим всяческие небылицы. Однажды ему удаётся подслушать план похищения дочери Президента США. Он бьёт тревогу, но ему уже никто не верит. Мальчику ничего не остаётся, кроме как взять спасение Первой дочки США в свои руки…

## В ролях
- Форрест Лэндис[англ.] — Томас (Фома) Миллер
- Аннасофия Робб — Джеки Хоффман, подруга Томаса
- Тейлор Момсен — Мэдисон Крамер
- Райдер Стронг — мистер Рэндэлл
- Леа Томпсон — Клэр Миллер, мама Томаса
- Дэррил Хьюли[англ.] — Альберт
- Роджер Барт — директор школы Хэмптон
- Брайан Посен[англ.] — Гриссом
- Эзра Баззингтон — Седрик Бэйли